# سوسايد سكواد: كيل ذا جاستس ليغ
سوسايد سكواد: كيل ذا جاستس ليغ، تعني، الفرقة الإنتحارية: أقتل فرقة العدالة (بالإنجليزية: Suicide Squad: Kill the Justice League)‏ هي لعبة فيديو من نوع أكشن ومغامرات، وإطلاق نار من منظور الشخص الثالث، طورها إستوديو روك ستيدي ستوديوز، وأصدرتها شركة وارنر برذرز إنترآكتيف إنترتيمنت في 2 فبراير 2024 على بلاي ستيشن 5، إكس بوكس سيريس إكس، مايكروسوفت ويندوز، اللعبة من سلسلة ألعاب باتمان أركام، تدور قصة اللعبة حول محاولة الفرقة الانتحارية هزيمة فرقة العدالة، اللغة العربية من ضمن اللغات التي تدعمها اللعبة.

## طريقة اللعب
لعبة سوسايد سكواد: كيل ذا جاستس ليغ من نوع أكشن-مغامرات وعالم مفتوح، يوجد في اللعبة 4 شخصيات قابلة للعب وهي: ديدشوت، هارلي كوين، كابتن بومرانج، ملك القرش، كما ستحتوي اللعبة على طور لعب تعاوني.